# 타케야키 쇼

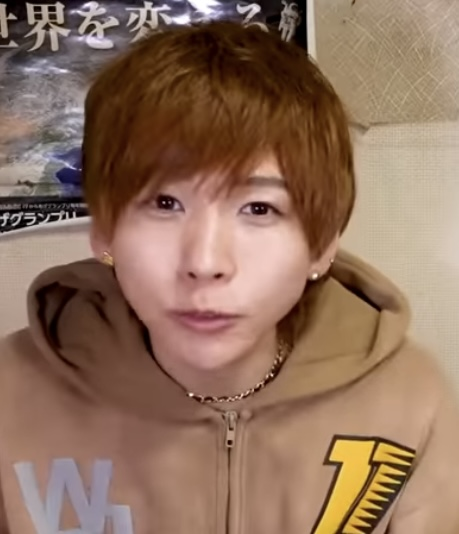

타케야키 쇼(일본어: タケヤキ翔, 1991년 3월 19일 - )는 UUUM소속 남성 유튜버 겸 아티스트이다. 음악 유닛 라투라투의 멤버이다. 이전에는 밴드 GIFTY에 소속하고 있었다.

## 연혁
대학생 때 인터넷의 즐거움, 자유로움에 매료되어, 즉시 장비를 구입하여, YouTube에 동영상 게시를 시작하였다. 상품 소개 및 심령 스팟, 진도 명소 탐방, 일인 이역의 콩트 등의 동영상을 게시함. 한조서 살기를 시작하는 타이밍으로 회사원을 그만두고 동영상 제작에 전념.
2018년 11월에 그때까지 소속하고 있던 GENESIS ONE로부터 탈퇴함. 같은 달 11일에 UUUM 소속이 발표되었다. 이적을 통해 지금까지 잘 되고 있지 않았던 코뮤니케이션이 원활하게 되었다고 한다. .
2019년 6월부터 TikTok을 중심으로 활약하는 음악 크리에이터인 마이키와 함께 음악 유닛 '라투라투'에서 활동을 시작하였다.

## 친족
- 남동생은 드러머 겸 YouTube 크리에이터 겸 TikToker인 마이키이며 전술 한 바와 같이 2019년에 마이키와 음악 유닛 '라투라투'를 결성했다. 정말 동생이 아니다.
- 가족 구성은 아버지, 어머니, 형, 남동생.

## 인물
- YouTuber로 전업으로 해가는 것을 주저하는 등 본인에 의하면 의외로 견실하고 신중 파 성격[1] .
- 독자적인 콘텐츠로 여장과 여장을 한 후에 검증이있다. 그러나 취미가 아니라 단지 다른 사람들이하고 있지 않기 때문에하고 있다는 .
- 고교 시절부터 B'z가 좋아[7] .
- 음식 중에서는 새우가 제일 좋아[8] .